# Peribatodes matrensis
Peribatodes matrensis là một loài bướm đêm trong họ Geometridae.